# Bragança (kerület)
Bragança kerület (portugálul Distrito de Bragança, mirandaiul Çtrito de Bergáncia) Portugália északkeleti részén található közigazgatási egység. Északról Galicia és Kasztília és León (Spanyolország), keletről Kasztília és León (Spanyolország), délről Guarda kerület, délnyugatról Viseu kerület, nyugatról Vila Real kerület határolja. Területe 6608 km², amelyen 136.252 fős (2011) népesség él. A kerület székhelyéről, Bragançáról kapta nevét.

## Községek

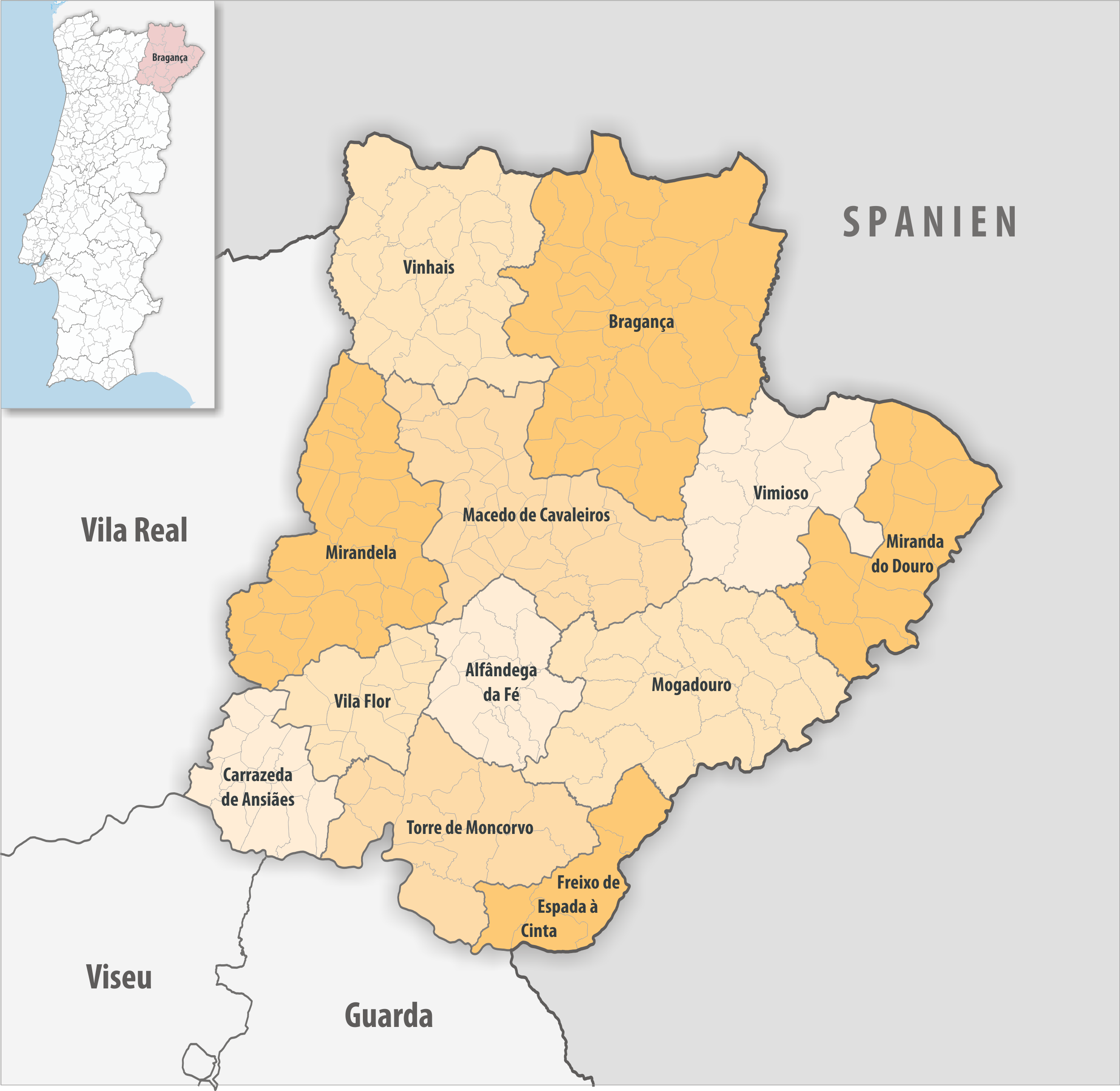
Bragança kerület községei

Bragança kerület 12 községből (município) áll, melyek a következők:
| Címer                           | Község                   | Terület (km²) | Népesség (fő, 2008) | Népsűrűség (fő/km²) | Települések száma |
| ------------------------------- | ------------------------ | ------------- | ------------------- | ------------------- | ----------------- |
| Alfândega da Fé címere          | Alfândega da Fé          | 321,96        | 5 368               | 17                  | 12                |
| Bragança címere                 | Bragança                 | 1 173,6       | 34 375              | 29                  | 39                |
| Carrazeda de Ansiães címere     | Carrazeda de Ansiães     | 280,91        | 6 744               | 24                  | 14                |
| Freixo de Espada à Cinta címere | Freixo de Espada à Cinta | 244,49        | 3 834               | 16                  | 4                 |
| Macedo de Cavaleiros címere     | Macedo de Cavaleiros     | 699,27        | 16 766              | 23                  | 30                |
| Miranda do Douro címere         | Miranda do Douro         | 488,36        | 7 295               | 15                  | 13                |
| Mirandela címere                | Mirandela                | 658,97        | 25 458              | 39                  | 30                |
| Mogadouro címere                | Mogadouro                | 757,98        | 10 289              | 14                  | 21                |
| Torre de Moncorvo címere        | Torre de Moncorvo        | 532,77        | 8 829               | 17                  | 13                |
| Vila Flor címere                | Vila Flor                | 265,52        | 7 432               | 28                  | 14                |
| Vimioso címere                  | Vimioso                  | 481,47        | 4 857               | 10                  | 10                |
| Vinhais címere                  | Vinhais                  | 694,68        | 9 388               | 14                  | 26                |

## Fordítás
Ez a szócikk részben vagy egészben  a   Distrito de Bragança című portugál Wikipédia-szócikk ezen változatának fordításán alapul.  Az eredeti cikk szerkesztőit annak laptörténete sorolja fel. Ez a jelzés csupán a megfogalmazás eredetét és a szerzői jogokat jelzi, nem szolgál a cikkben szereplő információk forrásmegjelöléseként.

## Külső hivatkozások
- Bragança kerület önkormányzatának honlapja (portugálul)